# 자르 공세
자르 공세(영어: Saar Offensive)는 제2차 세계 대전 중 1939년 9월 7일부터 9월 16일까지 프랑스군이 제 1군이 방어하는 자르(현 자를란트 주)로 공세를 펼친 작전이다. 이 공격의 목적은 독일의 공격을 받고 있던 폴란드를 지원하기 위해서였다. 공격에 참여한 병력은 1개 기갑 사단, 3개 차량화 사단, 78개 포병 연대, 40개 전차 대대를 포함하여 40개 사단이었다. 이 공세는 프랑스군이 독일 반격과 정지 명령으로 10월 17일 전원 철수하며 끝났다.

## 공세의 목적
프랑스-폴란드 동맹에 따르면, 프랑스군은 동원 3일 이내에 주요 공세를 시작해야 했다. 프랑스군은 효과적으로 프랑스 국경과 지크프리트 선의 독일군 방어를 알 수 있었다. 동원 15일 후(9월 16일), 프랑스군은 본격적으로 독일 공격을 시작했다. 프랑스에서 부분 동원이 8월 26일 시작되었으며, 총동원이 9월 1일 선포되었다.
프랑스의 동원은 본질적으로 날짜 시스템의 오류가 있었다. 프랑스 군의 기계화 무기와 전차는 독일군보다 부족했고, 이는 신속히 전장의 공세 능력에 영향을 주었다. 프랑스 지휘부는 아직도 제1차 세계 대전에 통용되던 이동과 사용 시간이 오래 걸리는 고정포에 의존하는 전술을 사용했다(또한, 만들어지기 전 여러 저장소에서 가져올 수 있었다).

## 프랑스군의 작전

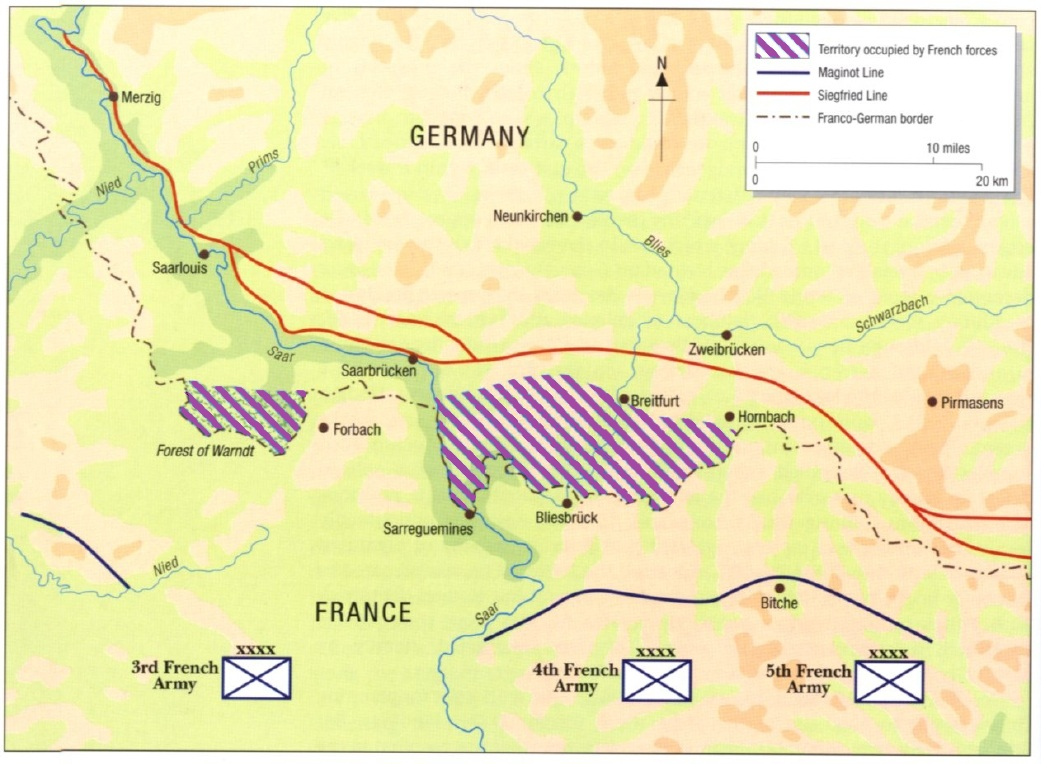
자르 공세 이후에 프랑스가 얻은 영토.

프랑스는 독일 선전 포고 4일 후인 9월 7일 라인강 계곡의 공세를 시작했다. 독일 국방군은 대부분 폴란드 공격에 투입되었고, 프랑스 군은 독일 국경에서 매우 큰 병력차를 보였다. 그러나, 프랑스는 폴란드를 지원하기 위한 어떤 지원도 하지 않았다. 프랑스 제 2군의 일부인 11개 프랑스군 사단은 자르브뤼켄 32km를 따라서 약한 독일군의 저항을 만났다. 프랑스군은 8km를 전진하며 12개 마을과 도시를 점령했고, 독일군은 약한 저항을 하며 후퇴했다. 르노 R35 전차 4대가 빌리스브루크 북부 광산에서 파괴되었다. 9월 10일 아파츠 마을에서 작은 독일군의 반격이 있었으나, 몇 시간 후 프랑스군이 탈환했다. 9월 12일 제32 보병 연대가 대위 한명, 병장 한명, 병사 7명이 사망하면서 브렌셀바흐 마을을 점령했다. 프랑스군은 와른트 숲을 점령한 후 공세를 중단했으며, 7.8 km2의 독일 중지뢰밭 영토를 점령했다. 프랑스군은 지크프리트 선에 도달하지 못했다.

## 영향

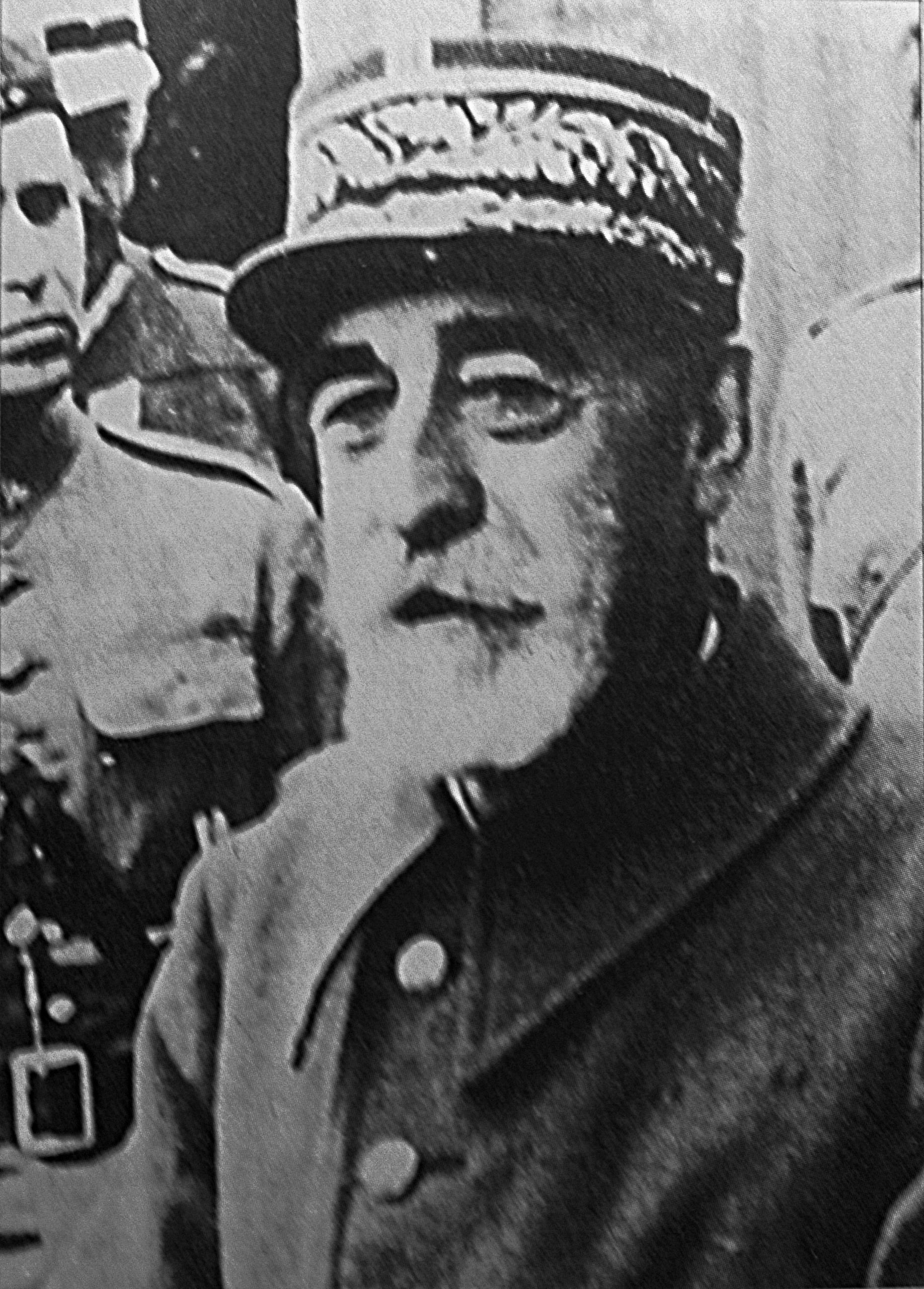
프랑스군의 폴란드 군사 작전의 총책임자인 루이스 파우리.

공격의 결과는 독일군의 견제로 이어지지 않았다. 40개 사단의 모든 제한적 공격은 실현되지 않았다. 9월 12일, 영국-프랑스 최고 전쟁위원회가 처음 프랑스 아브빌에서 모였다. 이 곳에서, 모든 공세는 즉시 중단된다는 결정을 했다. 장군 모리스 가믈랭은 "지크프리트 선 1km 내"로의 진격을 중지했다. 폴란드는 이 결정을 통지받지 못했다. 대신, 가믈랭은 원수 에드워드 리츠-시미그위에게 자신의 사단의 절반이 적과 맞닫았고, 프랑스는 6개 사단을 후퇴시킬 수밖에 없다고 설명했다. 다음 날, 프랑스군의 폴란드 군사 작전의 지휘관인 루이스 파우리는 폴란드 참모총장 바츠와우 스타히에비츠에게 9월 17일에서 20일까지 서부전선의 주요 공세를 연기한다고 알렸다. 10월 16일부터 17일까지 독일군이 폴란드 전역에서 승리하고 여전히 공세가 취소된 프랑스군을 물리치기 위한 공세를 시작했고, 계획대로 철수했다. 독일군의 보고서에는 196명이 사망하고, 114명이 실종되었으며 356명이 부상을 입었다고 기록했다. 또한 10월 17일까지 11기의 비행기가 대공포에 격추되었다고 주장했다. 프랑스군은 약 2천명이 사망, 부상 혹은 질병에 걸렸다고 추측한다. 이 때, 모든 프랑스군 사단들은 마지노 선의 막사로 후퇴할 것을 명령했다. 이로부터 가짜 전쟁이 시작되었다.

## 같이 보기
- 가짜 전쟁
- 서구의 배신